# Welterbe in der Türkei
Zum Welterbe in der Türkei gehören (Stand 2025) 22 UNESCO-Welterbestätten, darunter 20 Stätten des Weltkulturerbes und zwei gemischte Kultur- und Naturerbestätten. Die Türkei hat die Welterbekonvention 1983 ratifiziert, die ersten drei Welterbestätten wurden 1985 in die Welterbeliste aufgenommen. Die bislang letzte Welterbestätten wurde 2025 eingetragen.

## Welterbestätten
Die folgende Tabelle listet die UNESCO-Welterbestätten in der Türkei in chronologischer Reihenfolge nach dem Jahr ihrer Aufnahme in die Welterbeliste (K – Kulturerbe, N – Naturerbe, K/N – gemischt, (G) – auf der Liste des gefährdeten Welterbes).
| Bild                                                      | Bezeichnung                                                    | Jahr | Typ | Ref. | Beschreibung |
| --------------------------------------------------------- | -------------------------------------------------------------- | ---- | --- | ---- | --- |
| (weitere Bilder)                                          | Historische Bereiche von Istanbul (Lage)                       | 1985 | K   | 356  | Die Stadt Istanbul hat durch ihre Lage am Bosporus auf zwei Kontinenten große politische, strategische und kulturelle Bedeutung. Dadurch und durch ihre Funktion als Hauptstadt des Byzantinischen Reiches und des Osmanischen Reiches entstanden zahlreiche bemerkenswerte Bauwerke. Dazu gehören neben der Altstadt die Süleymaniye-Moschee, die Sultan-Ahmed-Moschee, der Topkapı-Palast, die Hagia Sophia, die Chora-Kirche und die Theodosianische Mauer. Erfüllte Kriterien für Weltkulturerbe: i., ii., iii., iv. |
| Nationalpark Göreme und Felsendenkmäler von Kappadokien   | Nationalpark Göreme und Felsendenkmäler von Kappadokien (Lage) | 1985 | K/N | 357  | Im Zuge der frühchristlichen Besiedlung Kappadokiens wurden eine große Anzahl von Kirchen, Wohnungen und ganze unterirdische Städte als Felsbauten in das Tuffgestein der Landschaft eingegraben. Erfüllte Kriterien für Weltkultur- und Naturerbe: i., iii., v., vii. |
| (weitere Bilder)                                          | Große Moschee und Krankenhaus von Divriği (Lage)               | 1985 | K   | 358  | Die Große Moschee und das Krankenhaus von Divriği, türkisch Divriği Ulu Camii ve Darüşşifa, bilden einen Gebäudekomplex in der Kleinstadt Divriği, der während der seldschukischen Zeit in Anatolien 1228/29 von einem Herrscher der Mengücek-Dynastie erbaut wurde. Er zählt zu den bedeutendsten mittelalterlichen Bauwerken in Anatolien. Erfüllte Kriterien für Weltkulturerbe: i., iv. |
| (weitere Bilder)                                          | Hattuşa: Hauptstadt der Hethiter (Lage)                        | 1986 | K   | 377  | Hattuša, beim heutigen Ort Boğazkale, war im 2. Jahrtausend v. Chr. die Hauptstadt des hethitischen Großreichs. Neben zahlreichen Tempeln, Festungsbauten und Wohnhäusern gehört dazu das Felsheiligtum von Yazılıkaya. Erfüllte Kriterien für Weltkulturerbe: i., ii., iii., iv. |
| (weitere Bilder)                                          | Nemrut Dağ (Lage)                                              | 1987 | K   | 448  | Auf dem Gipfel des Berges Nemrut Dağı bei Adıyaman errichtete der kommagenische König Antiochos I. im ersten Jahrhundert v. Chr. ein Hierothesion genanntes Heiligtum für den von ihm eingerichteten Königskult. Unter dem aus Schottersteinen aufgeschütteten Tumulus wird auch seine Grabstätte vermutet. Erfüllte Kriterien für Weltkulturerbe: i., iii., iv. |
| Xanthos-Letoon                                            | Xanthos-Letoon                                                 | 1988 | K   | 484  | Die antike Stadt Xanthos war im zweiten vorchristlichen Jahrhundert Hauptstadt des Lykischen Bundes. Zusammen mit dem dazugehörigen Heiligtum Letoon weist sie eine große Zahl einzigartiger lykischer Monumente auf. Erfüllte Kriterien für Weltkulturerbe: ii., iii. |
| Hierapolis-Pamukkale                                      | Hierapolis-Pamukkale                                           | 1988 | K/N | 485  | Die kalkhaltigen Thermalquellen von Pamukkale führten zur Entstehung der berühmten Kalksinterterrassen. Nahe dabei liegt die antike griechische Stadt Hierapolis, die schon im Altertum für ihre warmen Quellen bekannt war. Erfüllte Kriterien für Weltkultur- und Naturerbe: iii., iv., vii. |
| Die Stadt Safranbolu                                      | Die Stadt Safranbolu                                           | 1994 | K   | 614  | Die Wohnhäuser, Moscheen, Karawansereien und Medresen Safranbolus sind beispielhaft für die Architektur des Osmanischen Reiches. Erfüllte Kriterien für Weltkulturerbe: ii., iv., v. |
| Archäologische Stätte von Troja                           | Archäologische Stätte von Troja                                | 1998 | K   | 849  | Die aus über zehn Schichten bestehende Grabungsstätte des antiken Troja ist durch ihre über 4000-jährige Geschichte, als Schauplatz des Trojanischen Krieges sowie auch wegen der Ausgrabungen durch Heinrich Schliemann, Wilhelm Dörpfeld, Carl Blegen und Manfred Korfmann bedeutend. Erfüllte Kriterien für Weltkulturerbe: ii., iii., iv. |
| Selimiye-Moschee und ihre Sozialeinrichtungen             | Selimiye-Moschee und ihre Sozialeinrichtungen                  | 2011 | K   | 1366 | Zur osmanischen Selimiye-Moschee in Edirne gehört ein Baukomplex mit Medrese, gedecktem Bazar, Uhrturm und Bücherei. Der Architekt Sinan bezeichnete das Bauwerk als sein Meisterwerk. Erfüllte Kriterien für Weltkulturerbe: i., iv. |
| (weitere Bilder)                                          | Neolithische Stätte von Çatalhöyük                             | 2012 | K   | 1405 | Die steinzeitliche Siedlung in der Nähe von Konya bestand vom 8. bis zum 6. Jahrtausend v. Chr. und hatte vermutlich bis zu 2500 Bewohner. Erfüllte Kriterien für Weltkulturerbe: iii., iv. |
| Bursa und Cumalıkızık: die Wiege des Osmanischen Reichs   | Bursa und Cumalıkızık: die Wiege des Osmanischen Reichs        | 2014 | K   | 1452 | Mit den Gräbern der ersten osmanischen Sultane Osman I. und Orhan I. sowie zahlreichen religiösen und säkularen Bauten repräsentieren Bursa und Cumalıkızık die Entstehung des Osmanischen Reiches. Erfüllte Kriterien für Weltkulturerbe: i., ii., iv., vi. |
| Pergamon und seine vielschichtige Kulturlandschaft        | Pergamon und seine vielschichtige Kulturlandschaft             | 2014 | K   | 1457 | Die Hauptstadt des Reiches der hellenistischen Dynastie der Attaliden war mit ihrer Bibliothek, monumentalen Tempeln, Gymnasien, Theatern und dem Asklepieion ein kulturelles und politisches Zentrum der Antike Erfüllte Kriterien für Weltkulturerbe: i., ii., iii., iv., vi. |
| Ephesos                                                   | Ephesos                                                        | 2015 | K   | 1018 | Bereits in hethitischer Zeit besiedelt, war Ephesos eine bedeutende römische Stadt, in der auch der Apostel Paulus wirkte. Sie war Standort des Artemisions, eines der sieben Weltwunder. Erfüllte Kriterien für Weltkulturerbe: iii., iv., vi |
| Kulturlandschaft Festung von Diyarbakır und Hevsel-Gärten | Kulturlandschaft Festung von Diyarbakır und Hevsel-Gärten      | 2015 | K   | 1488 | Die Burg und die Stadtmauer von Diyarbakır zählen zu den größten und besterhaltenen Befestigungsanlagen aus antiker Zeit. Sie wurden 349 vom römischen Kaiser Constantius II. zur heutigen Stärke ausgebaut. Die Hevsel-Gärten versorgen die Stadt mit Gemüse und Wassermelonen. Erfülltes Kriterium für Weltkulturerbe: iv. |
| Archäologische Stätte von Ani                             | Archäologische Stätte von Ani                                  | 2016 | K   | 1518 | Ani liegt an der türkisch-armenischen Grenze und war im 10. Jahrhundert die Hauptstadt des armenischen Königreiches. Sie galt als Stadt der 1001 Kirchen. Die in Ruinen erhaltenen Bauwerke sind beispielhaft für die mittelalterliche armenische Architektur. Erfüllte Kriterien für Weltkulturerbe: ii., iii., iv. |
| Aphrodisias                                               | Aphrodisias                                                    | 2017 | K   | 1519 | Die antike Stadt Aphrodisias wurde im zweiten vorchristlichen Jahrhundert gegründet und war später Hauptstadt der römischen Provinz Caria. Auf dem weitläufigen Stadtgebiet liegen neben vielen anderen gut erhaltenen Ruinen ein Aphroditetempel, ein Theater, ein Bouleuterion, ein Tetrapylon und ein großes Stadion. Erfüllte Kriterien für Weltkulturerbe: ii., iii., iv., vi |
| Göbekli Tepe                                              | Göbekli Tepe                                                   | 2018 | K   | 1572 | Die prähistorische Fundstätte von Göbekli Tepe nordöstlich von Şanlıurfa wurde 1963 entdeckt, aber erst 1994 in ihrer Bedeutung erkannt. Die Steinkreisanlagen mit T-förmigen Pfeilern, die als stilisierte anthropomorphe Stelen gedeutet werden, stellen ein steinzeitliches Heiligtum dar. Diese älteste Schicht wird ins 10. Jahrtausend v Chr. datiert, eine Zeit der Jäger und Sammler. Erfüllte Kriterien für Weltkulturerbe: i., ii., iv. |
| (weitere Bilder)                                          | Arslantepe (Lage)                                              | 2021 | K   | 1622 | Der Siedlungshügel Arslantepe in der Ebene von Malatya war seit dem 6. Jahrtausend v. Chr. bis in neo-hethitische und römische Zeit bewohnt. Bemerkenswert ist vor allem ein als Palast bezeichneter, 2000 m² umfassender Komplex aus Lehmziegel-Architektur aus der ersten Hälfte des 4. Jahrtausends v. Chr., wo auch die ersten Schwerter aus Arsenbronze gefunden wurden. Erfülltes Kriterium für Weltkulturerbe: iii. |
| Gordion                                                   | Gordion                                                        | 2023 | K   | 1669 | Ehemalige Hauptstadt des antiken Reiches der Phryger. Erfülltes Kriterium für Weltkulturerbe: iii. |
| Holzsäulenmoscheen des mittelalterlichen Anatolien        | Holzsäulenmoscheen des mittelalterlichen Anatolien             | 2023 | K   | 1694 | Umfasst fünf mittelalterliche Moscheen aus dem 13. und 14. Jahrhundert in verschiedenen Regionen der heutigen Türkei. Die Moscheen zeichnen sich durch ihre Zusammensetzung aus Mauerwerk und Holzbestandteilen sowie einer auf hölzernen Säulen ruhenden hölzernen Decke aus: die Eşrefoğlu-Moschee, Sivrihisar Großmoschee, Afyon Großmoschee und die Arslanhane Moschee. Die Mahmut-Bey-Moschee im Dorf Kasaba nahe Kastamonu wurde 1366 vom Mahmut Bey, einem Herrscher des Candaroğlu Beylik, erbaut. Sie ist eine der ersten Moscheen in der Türkei mit hölzernen Säulen und einem Holzdach. Erfüllte Kriterien für Weltkulturerbe: ii., iv. |
| Sardes und die lydischen Hügelgräber von Bin Tepe         | Sardes und die lydischen Hügelgräber von Bin Tepe              | 2025 | K   | 1731 | Die Stadt Sardes war Hauptstadt des Königreichs Lydien und damit Sitz von bekannten Königen wie Gyges und Kroisos. Bemerkenswerte Bauten sind unter anderem aus griechischer Zeit der Artemistempel und aus römischer Zeit das Gymnasium und die Synagoge. Nördlich davon liegt am Südufer des Sees Marmara Gölü die Nekropole Bin Tepe mit über hundert lydischen Tumuli. Der größte ist mit einem Durchmesser von 355 m und einer Höhe von 35 m das Grab des Alyattes II. Erfülltes Kriterium für Weltkulturerbe: iii. |

## Tentativliste
In der Tentativliste sind die Stätten eingetragen, die für eine Nominierung zur Aufnahme in die Welterbeliste vorgesehen sind.

### Aktuelle Welterbekandidaten
Mit Stand 2025 sind 79 Stätten in der Tentativliste der Türkei eingetragen, die letzte Eintragung erfolgte im April 2025.
Die folgende Tabelle listet die Stätten in chronologischer Reihenfolge nach dem Jahr ihrer Aufnahme in die Tentativliste.
| Bild                                                                                                   | Bezeichnung                                                                                            | Jahr  | Typ | Ref. | Beschreibung |
| --- | --- | ----- | --- | ---- | --- |
| (weitere Bilder)                                                                                       | Karain-Höhle (Lage)                                                                                    | 1994  | K   | 666  | Die Tropfsteinhöhle nahe Antalya war seit dem Mittelpaläolithikum (vor etwa 200.000 Jahren) über das Mesolithikum (Mittlere Steinzeit) bis in die Antike bewohnt. |
| (weitere Bilder)                                                                                       | Kloster Sumela (Kloster der Jungfrau Maria) (Lage)                                                     | 2000  | K   | 1397 | Das Kloster der Muttergottes von Sumela ist ein ehemals griechisch-orthodoxes Kloster aus byzantinischer Zeit in der Nordosttürkei. |
| (weitere Bilder)                                                                                       | Kloster Alahan (Lage)                                                                                  | 2000  | K   | 1398 | Das Kloster von Alahan ist eine frühbyzantinische Ruinenstätte in der antiken Berglandschaft von Isaurien über dem Tal des Kalykadnos. |
| (weitere Bilder)                                                                                       | Nikolaus-Kirche (Lage)                                                                                 | 2000  | K   | 1399 | Die Basilika des Nikolaus von Myra in Myra (heute Demre) wurde im 6. Jahrhundert erbaut und von Kaiser Konstantin IX. und Kaiserin Zoe erweitert. |
| Harran und Şanlıurfa                                                                                   | Harran und Şanlıurfa                                                                                   | 2000  | K   | 1400 | Şanlıurfa oder Urfa (Lage), das alte Edessa, gilt als Stadt der Propheten Hiob und Jethro, Abraham soll hier gelebt haben. Die alte Stadt Harran (Lage) mit ihren Bienenkorb-Häusern wird ebenfalls in der Bibel erwähnt und wird schon in altbabylonischen Zeit als Reise- und Handelsstation beschrieben. |
| (weitere Bilder)                                                                                       | Grabsteine von Ahlat, der urartischen und osmanischen Zitadelle                                        | 2000  | K   | 1401 | In der aus der Zeit des Urartäischen Reichs stammenden Stadt Ahlat und deren Umgebung finden sich Friedhöfe mit Grabsteinen und Grabmalen aus dem 12. bis 15. Jahrhundert. Der Vorschlag umfasst die sechs größten und historisch bedeutsamsten dieser Friedhöfe. |
| Seldschukische Karawansereien auf dem Weg von Denizli nach Doğubeyazıt                                 | Seldschukische Karawansereien auf dem Weg von Denizli nach Doğubeyazıt                                 | 2000  | K   | 1403 | Die seldschukischen Karawansereien, ein Architekturtyp mit sozialen Funktionen, der unter den Karachaniden und Ghaznawiden in Zentralasien entwickelt wurde, hatten einen großen Einfluss auf die anatolische Architektur. Auf der Strecke Denizli – Doğubeyazıt gibt es etwa 40 dieser Karawansereien. |
| Alaaddin-Moschee                                                                                       | Konya – eine Hauptstadt der seldschukischen Zivilisation                                               | 2000  | K   | 1404 | Im 12. und 13. Jahrhundert war Konya Hauptstadt des Seldschukenreichs und wichtiges kulturelles und politisches Zentrum. Zu den in dieser Zeit entstandenen Bauwerken gehören die Stadtbefestigung, die Alaaddin-Moschee, die Sirçali-Medrese und zahlreiche kleine Moscheen und Türben. |
| Alanya                                                                                                 | Alanya                                                                                                 | 2000  | K   | 1405 | Die Halbinsel von Alanya, dem antiken Korakesion, war seit hellenistischer Zeit bewohnt und weist viele bemerkenswerte Bauten auf, darunter die Festung mit einer seldschukischen Zisterne, dem Sultanspalast von Kai Kobad I. sowie einem seldschukischen Bad und einer Werft. |
| Kulturlandschaft von Mardin                                                                            | Kulturlandschaft von Mardin                                                                            | 2000  | K   | 1406 | Die mittelalterliche Stadt Mardin und ihre Umgebung mit dem Gebirge Tur Abdin stehen beispielhaft für anatolische Landschaft und Architektur. Das Kloster Zafaran ist heute Sitz des syrisch-orthodoxen Bischofs von Mardin. |
| Pauluskirche                                                                                           | Pauluskirche, Paulusbrunnen und die umliegenden historischen Viertel                                   | 2000  | K   | 1409 | Tarsus ist der Geburtsort des Apostels Paulus sowie der Treffpunkt des legendären Liebespaares Marcus Antonius und Kleopatra. Die in Teilen auf das 12. Jahrhundert zurückgehende Pauluskirche ist die einzige erhaltene alte Kirche der Stadt. |
| Ishak-Pascha-Palast                                                                                    | Ishak-Pascha-Palast                                                                                    | 2000  | K   | 1410 | Der Ishak-Pascha-Palast liegt an der alten Seidenstraße nahe der iranischen Grenze. Er wurde zwischen 1685 und 1784 erbaut und vereint seldschukische, armenische und osmanische Einflüsse. |
| Kekova                                                                                                 | Kekova                                                                                                 | 2000  | K/N | 1411 | Die Region um die Insel Kekova umfasst die lykischen Städte Teimiussa, Simena, Aperlai und die Ruinen einer auf Grund von geologischen Verschiebungen im Meer versunkenen Stadt. |
| Güllük-Dağı-Termessos-Nationalpark                                                                     | Güllük-Dağı-Termessos-Nationalpark (Lage)                                                              | 2000  | K/N | 1412 | Die auf 1050 Metern Höhe auf dem Berg Solymos (heute Güllük Dağı) liegende Stadt Termessos wurde bereits in Homers Ilias erwähnt. Die wehrhafte Stadt konnte weder von den Persern, noch von Alexander dem Großen erobert werden. Zu den herausragenden Naturstätten des Parks gehört neben dem Güllük Dağı selbst die Mecine-Schlucht mit bis zu 600 m hohen Felswänden. |
| Antike Städte der lykischen Zivilisation                                                               | Antike Städte der lykischen Zivilisation                                                               | 2009  | K   | 5408 | Die alte Region Lykien im Südwesten des Landes war schon im 2. Jahrtausend v. Chr. besiedelt. Sie trug die Bezeichnung Lukka-Länder und war bis zur Herrschaft von Šuppiluliuma II. Teil des hethitischen Großreichs. Lykier werden in der Ilias erwähnt, später gründeten sie den Lykischen Bund. Dazu gehörten die Städte Xanthos, Patara, Pinara, Tlos, Olympos, Myra, Limyra und andere. Typisches Merkmal der lykischen Architektur sind Felsengräber. |
| Archäologische Stätte von Sagalassos                                                                   | Archäologische Stätte von Sagalassos                                                                   | 2009  | K   | 5409 | Die Region um Sagalassos war schon im 8. Jahrtausend v. Chr. von Bauern besiedelt. In hethitischen Textes wird es als Salawassa erwähnt. Zur Zeit von Alexander dem Großen war die Stadt bereits eine der wohlhabendsten von Pisidien. Auch in römischer Zeit war Sagalassos noch ein bedeutendes Zentrum. |
| Archäologische Stätte von Perge                                                                        | Archäologische Stätte von Perge                                                                        | 2009  | K   | 5411 | Perge wird in einem hethitischen Vertrag von 1235 v. Chr. als Parha erwähnt. Der Legende nach gelten Mopsos und Kalchas nach dem Trojanischen Krieg als Stadtgründer. In römischer Zeit war Perge Hauptstadt der Provinz Lycia et Pamphylia. |
| Hatay, St.-Petrus-Kirche                                                                               | Hatay, St.-Petrus-Kirche                                                                               | 2011  | K   | 5613 | Die St.-Petrus-Grotte ist eine Höhlenkirche in Antakya in der Provinz Hatay, früher Antiochia am Orontes. Sie soll nach der Legende den ersten christlichen Gemeinden um Paulus, Barnabas, Petrus als Versammlungsort gedient haben. |
| Zeustempel                                                                                             | Antike Stadt Aizanoi                                                                                   | 2012  | K   | 5724 | Die Stadt Aizanoi in Phrygien wurde der Legende nach von arkadischen Siedlern gegründet, gelangte aber erst in der römischen Kaiserzeit zu größerer Bedeutung. In dieser Epoche wurden unter anderem der Zeustempel, die ungewöhnliche Kombination von Stadion und Theater und eine noch erhaltene Brücke über den Stadtfluss Penkalas erbaut. |
| Archäologische Stätte Zeugma                                                                           | Archäologische Stätte Zeugma                                                                           | 2012  | K   | 5726 | Die seleukidische Gründung Zeugma am Euphrat kam im 1. Jahrhundert v. Chr. zum Reich von Kommagene und war anschließend Grenzstadt des römischen Reiches. Bei den Notgrabungen wegen der Überflutung der Stadt durch den Birecik-Stausee kamen zahlreiche sehr gut erhaltene Mosaike zutage, die im eigens dafür gebauten Zeugma-Mosaik-Museum ausgestellt sind. |
| Birgi                                                                                                  | Birgi (Lage)                                                                                           | 2012  | K   | 5728 | Die Stadt Birgi in der historischen Region Lydien, beim heutigen westtürkischen Ödemiş war im 13. und 14. Jahrhundert Hauptstadt des Beyliks von Aydın. Aus allen Perioden von der phrygischen Herrschaft bis in die osmanische Ära sind heute Relikte zu sehen. |
| Mausoleum und heiliger Bezirk des Hekatomnos                                                           | Mausoleum und heiliger Bezirk des Hekatomnos (Lage)                                                    | 2012  | K   | 5729 | Auf dem Hisarbaşı-Hügel in Milas in der Westtürkei wurden 2010 das Mausoleum des karischen Herrschers Hekatomnos und ein dazugehöriger Temenos gefunden. |
| Mittelalterliche Stadt Beçin                                                                           | Mittelalterliche Stadt Beçin (Lage)                                                                    | 2012  | K   | 5730 | Die Stadt Beçin existierte schon in griechischer, römischer und byzantinischer Zeit. Bedeutung erlangte sie in der zweiten Hälfte des 13. Jahrhunderts als Hauptstadt des seldschukischen Beyliks der Mentesche. Aus dieser Zeit sind in der Stadt noch neben einer Festung zahlreiche andere Gebäude erhalten. |
| Historische Denkmäler in Niğde                                                                         | Historische Denkmäler in Niğde                                                                         | 2012  | K   | 5731 | Im historischen Stadtkern von Niğde finden sich die Zitadelle von Niğde mit der Alaaddin-Moschee, die Rahmaniye-Moschee, die Sungur-Bey-Moschee, der gedeckte Bazar und mehrere Kirchen. |
| Steinbruch und Bildhauerwerkstatt von Yesemek                                                          | Steinbruch und Bildhauerwerkstatt von Yesemek                                                          | 2012  | K   | 5732 | Die Bildhauerwerkstatt von Yesemek wurde im 14. Jahrhundert v. Chr. unter Großkönig Šuppiluliuma I. gegründet und bestand nach einer Unterbrechung zum Ende des hethitischen Großreichs nochmals bis ins 8. Jahrhundert v. Chr., als die Region unter assyrische Herrschaft geriet. Zu sehen sind Skulpturen in allen Phasen der Erstellung. |
| Historischer Stadtkern von Odunpazarı                                                                  | Historischer Stadtkern von Odunpazarı                                                                  | 2012  | K   | 5733 | Zu den historischen Monumenten aus seldschukischer, osmanischer und türkischer Zeit in Odunpazarı gehören die Alaaddin-Moschee, der Komplex der Kurşunlu-Moschee und die Hacı-Hasan-Moschee. Neben Werkstätten traditioneller Handwerker und historischen Wohnhäusern findet sich dort das einzige Meerschaum-Museum der Welt. |
| Kastell Mamure                                                                                         | Kastell Mamure                                                                                         | 2012  | K   | 5734 | Die am Mittelmeer in Kilikien gelegene Festung Mamure Kalesi ist die am besten erhaltene Burg an der türkischen Südküste. Sie wurde im 3. oder 4. Jahrhundert von Römern erbaut, später von Byzantinern und Kreuzrittern erweitert. Nach dem Ende des Königreichs Kleinarmenien 1375 wurde sie von den Karamanoğulları in Besitz genommen. |
| Hadschi-Bektasch-Veli-Komplex                                                                          | Hadschi-Bektasch-Veli-Komplex                                                                          | 2012  | K   | 5735 | Der Baukomplex in der kappadokischen Stadt Hacıbektaş beinhaltet neben einem Palastbau das Grab des Mystikers Hadschi Bektasch Veli, des Gründers des Bektaschi-Derwisch-Ordens. Es ist eine Pilgerstätte der Aleviten. |
| Archäologische Stätte von Laodikeia                                                                    | Archäologische Stätte von Laodikeia                                                                    | 2013  | K   | 5823 | Laodikeia war eine antike Stadt in Phrygien, nahe dem heutigen Pamukkale. Sie wurde zwischen 261 und 253 v. Chr. vom Seleukidenherrscher Antiochos II. gegründet und nach seiner Frau Laodike benannt. Zu den sichtbaren Monumenten gehören ein großes Stadion, zwei Theater, vier Bäder, fünf Agoras, ein Bouleuterion sowie Tempel, Wohnhäuser, Kirchen und andere Gebäude. |
| Sonderumweltschutzgebiet Tuz-See                                                                       | Sonderumweltschutzgebiet Tuz-See                                                                       | 2013  | N   | 5824 | Der Salzsee Tuz Gölü bedeckt im Frühjahr eine Fläche von 164.200 Hektar und ist im Durchschnitt 0,5 Meter tief. Er hat keinen Abfluss und wird hauptsächlich von Niederschlägen und Grundwasser gespeist. Im Sommer bildet sich auf der Oberfläche eine 30 Zentimeter dicke Salzschicht. Der größte Teil der türkischen Rosaflamingos nistet hier. |
| İznik                                                                                                  | İznik                                                                                                  | 2014  | K   | 5900 | İznik, das antike Nikaia (Nicäa) wurde um 300 v. Chr. von Lysimachos gegründet. In der Spätantike erlangte es Berühmtheit durch das Erste und Zweite Konzil von Nicäa. 1077 eroberten die Rum-Seldschuken die Stadt und richteten ihre erste Hauptstadt ein. Nach der Einnahme Konstantinopels durch die Kreuzfahrer 1204 gründeten die von dort abgezogenen Byzantiner das Reich von Nikaia, das bis zur Rückeroberung Konstantinopels 1261 bestand. In osmanischer Zeit war die Stadt bekannt für ihre Fliesenproduktion (İznik-Ware). Stätte ist für 2027 nominiert. |
| Mor-Jakup-Kirche                                                                                       | Zeynel-Abidin-Moschee-Komplex und Mor-Jakup-Kirche                                                     | 2014  | K   | 5901 | Die Jakob von Nisibis gewidmete Mor-Jakup-Kirche und die Zeynel-Abidin-Moschee mit dem dazugehörigen Gebäudekomplex in Nusaybin, dem antiken Nisibis, sind Zeugnisse für das jahrhundertelange Zusammenleben verschiedener Religionen in der Region nahe der syrischen Grenze. |
| Grab des Ahi Evran                                                                                     | Grab des Ahi Evran                                                                                     | 2014– | K   | 5902 | Ahi Evran war ein islamischer Prediger und Philosoph im 12. und 13. Jahrhundert und ist Patron der Gerber und anderer Lederhandwerker. Um seine Türbe in Kırşehir gruppieren sich 13 weitere Gräber seiner Nachfolger. |
| Vespasian-Titus-Tunnel                                                                                 | Vespasian-Titus-Tunnel                                                                                 | 2014  | K   | 5903 | Um die jährlichen Überschwemmungen der Stadt Seleukia Pieria, beim heutigen Samandağ in der südosttürkischen Provinz Hatay, und des Hafens durch Schmelzwasser zu vermeiden, ließ der römische Kaiser Vespasian im 1. Jahrhundert n. Chr. ein Umleitungssystem bauen, bestehend aus einem Damm, zwei Tunnel- und drei Kanalabschnitten, insgesamt 875 Meter lang. Der Bau wurde von seinem Sohn Titus fortgeführt und im 2. Jahrhundert unter Antoninus Pius abgeschlossen.                                                                                             |
| Archäologische Stätte von Kültepe-Kaniš                                                                | Archäologische Stätte von Kültepe-Kaniš                                                                | 2014  | K   | 5905 | Die Stadt Kaniš auf einem Hügel bei Kayseri war seit der frühen Bronzezeit besiedelt. Die dazugehörige Unterstadt war eine der karum genannten assyrischen Handelsniederlassungen in Anatolien zu Beginn des 2. Jahrtausends v. Chr. Dort wurden Archive mit über 20.000 Keilschrifttafeln in altassyrischer Sprache ergraben. |
| Antike Stadt Kaunos                                                                                    | Antike Stadt Kaunos                                                                                    | 2014  | K   | 5906 | Kaunos beim heutigen Dalyan im Südwesten der Türkei lag an der Grenze der historischen Regionen Karien und Lykien. Zu den sichtbaren Relikten aus hellenistischer und späterer Zeit gehören ein Theater, Tempel, eine Palästra, Bäder und vor allem beeindruckende Felsengräber. |
| Anatolische Seldschuken-Medresen                                                                       | Anatolische Seldschuken-Medresen                                                                       | 2014  | K   | 5907 | Die seldschukischen Medresen in Anatolien wurden im 12. und 13. Jahrhundert vornehmlich als muslimische religiöse Schulen gebaut, beinhalteten aber gelegentlich auch Krankenhäuser und Observatorien. Sie haben nach persischem Vorbild einen Iwan an jeder Seite, einen offenen oder bedeckten Hof, Zellen für die Studenten und die eigentlichen Unterrichtsräume. Bemerkenswert sind Gebäude in Konya, Kayseri, Sivas, Erzurum und Kirşehir. |
| Antike Stadt Korykos                                                                                   | Antike Stadt Korykos                                                                                   | 2014  | K   | 5909 | Das Gelände der kilikischen Stadt Korykos liegt beim heutigen Badeort Kızkalesi an der Mittelmeerküste. Es umfasst eine Land- und eine Seefestung, die einst über einen Damm verbunden waren. Dazu gehören weiterhin mindestens zwölf Kirchen und ausgedehnte Nekropolen mit Felsengräbern und Sarkophagen. In der näheren Umgebung liegen die Ruinen zahlreicher Siedlungen aus hellenistischer bis frühchristlicher Zeit. |
| Antike Stadt Anazarbos                                                                                 | Antike Stadt Anazarbos                                                                                 | 2014  | K   | 5910 | Die antike Stadt Anazarbos liegt beim Dorf Dilekkaya in Kilikien. Sie war Zentrum des Reiches des vormaligen Piraten Tarkondimotos I., der von Pompeius nach dessen Sieg über die Piraten zum König ernannt worden war. Über der Stadtebene mit einem Triumphbogen, Theatern, Tempeln, Säulenstraßen, Sarkophagen und Chamosorien erhebt sich eine beeindruckende mittelalterliche Burganlage. |
| Çanakkale (Dardanellen) und Gelibolu (Gallipoli), Kampfstätten des Ersten Weltkriegs                   | Çanakkale (Dardanellen) und Gelibolu (Gallipoli), Kampfstätten des Ersten Weltkriegs                   | 2014  | K   | 5911 | Die Halbinsel Gallipoli (türkisch Gelibolu Yarımadası) auf der europäischen Seite der Dardanellen (türkisch Çanakkale Boğazı) wurde 1915 in der Schlacht von Gallipoli zunächst von See und später durch eine Landinvasion angegriffen. Bei den Kämpfen zwischen osmanischen Streitkräften einerseits sowie britischen, französischen und australischen Truppen andererseits wurde unter Mitwirkung von Mustafa Kemal Pascha der Angriff gestoppt. Von den Kämpfen zeugen heute mehrere Gedenkstätten beider Seiten.                                                    |
| Eflatun Pinar: Das hethitische Quellheiligtum                                                          | Eflatun Pinar: Das hethitische Quellheiligtum                                                          | 2014  | K   | 5912 | Mit Eflatun Pınar (lila Quelle) wird eine 7 Meter breite und 4,2 Meter hohe Fassade aus Skulpturen bezeichnet, die an einem Quellteich nahe dem See Beyşehir Gölü steht. Das Heiligtum stammt aus der Zeit des hethitischen Großreichs zwischen dem 15. und dem 13. Jahrhundert v. Chr. Dargestellt sind Mitglieder des hethitischen Pantheons, im Zentrum der Wettergott mit der Sonnengöttin der Erde, darunter Berggötter und dazu verschiedene Mischwesen, alles gekrönt von einer geflügelten Sonnenscheibe.                                                       |
| Kirche von Akdamar                                                                                     | Kirche von Akdamar                                                                                     | 2015  | K   | 6035 | auf der Insel Akdamar im Vansee |
| Theater und Aquädukte der antiken Stadt Aspendos                                                       | Theater und Aquädukte der antiken Stadt Aspendos                                                       | 2015  | K   | 6036 | |
| Eshab-ı Kehf Kulliye (Islamisch-Osmanischer Sozialkomplex)                                             | Eshab-ı Kehf Kulliye (Islamisch-Osmanischer Sozialkomplex)                                             | 2015  | K   | 6037 | Külliye in Afşin |
| Historische Gildestadt Mudurnu                                                                         | Historische Gildestadt Mudurnu                                                                         | 2015  | K   | 6038 | |
| Der Berg Harşena und die Felsengräber der pontischen Könige                                            | Der Berg Harşena und die Felsengräber der pontischen Könige                                            | 2015  | K   | 6039 | Der Harşena Dağı ist ein 272 Meter hoher Berg in, der Stadt Amasya am Fluss Yeşilırmak. In seiner südlichen Felswand liegen Felsengräber für die Könige des Königreich Pontos. |
| Bergiges Phrygien                                                                                      | Bergiges Phrygien                                                                                      | 2015  | K   | 6040 | Bereits 1984 vorgeschlagen als „Phrygische Felsmonumente (Kırka, Arslankaya, Aslantaş und Yılantaş, Maltaş, Arezastis etc.)“ |
| Antike Stadt Stratonikeia                                                                              | Antike Stadt Stratonikeia                                                                              | 2015  | K   | 6041 | |
| Brücke von Uzunköprü                                                                                   | Brücke von Uzunköprü                                                                                   | 2015  | K   | 6042 | Die „Lange Brücke“ (türkisch Uzun köprü), die dem bei ihr liegenden Ort Uzunköprü den Namen gab, ist mit 1392 Metern die längste erhaltene Steinbrücke der Welt. Sie wurde von 1427 bis 1443 unter dem osmanischen Sultan Murad II. über den Fluss Ergene südlich von Edirne erbaut. |
| Grab des Ismail Fakirullah und sein Lichtablenkungsmechanismus                                         | Grab des Ismail Fakirullah und sein Lichtablenkungsmechanismus                                         | 2015  | K   | 6043 | Grabbau des Ismail Fakirullah in der Stadt Tillo mit einem Turm, von dem aus ein verborgener Reflektor jeweils am 21. März (Nouruz) und 23. September das Licht der aufgehenden Sonne auf den Kenotaph des Ismail Fakirullah reflektiert |
| Yıldız-Palast-Komplex                                                                                  | Yıldız-Palast-Komplex                                                                                  | 2015  | K   | 6044 | Palastkomplex in Istanbul |
| Malabadi-Brücke                                                                                        | Malabadi-Brücke                                                                                        | 2016  | K   | 6113 | Steinerne Bogenbrücke aus dem 12. Jahrhundert über den Batman Çayı in der Nähe der Stadt Silvan |
| Tushpa/Festung, der Berg und Altstadt von Van                                                          | Tushpa/Festung, der Berg und Altstadt von Van                                                          | 2016  | K   | 6114 | Tushpa/Festung, der Berg und Altstadt von Van |
| Sultan-Bayezid-Komplex: Ein Zentrum der medizinischen Behandlung                                       | Sultan-Bayezid-Komplex: Ein Zentrum der medizinischen Behandlung                                       | 2016  | K   | 6117 | 1484 bis 1488 von Sultan Bayezid II. in Edirne errichtete Külliye |
| Yivli-Minare-Moschee                                                                                   | Yivli-Minare-Moschee                                                                                   | 2016  | K   | 6119 | Mosche in Antalya |
| Burg von Bodrum                                                                                        | Burg von Bodrum                                                                                        | 2016  | K   | 6121 | |
| Nuruosmaniye-Komplex                                                                                   | Nuruosmaniye-Komplex                                                                                   | 2016  | K   | 6122 | 1748 bis 1755 in Istanbul errichtete Moschee (türkisch Nûruosmâniye Camii, „Lichtmoschee des Hauses Osman“), nahe dem östlichen Eingang zum Großen Basar. |
| Antike Stadt Kibyra                                                                                    | Antike Stadt Kibyra                                                                                    | 2016  | K   | 6123 | |
| Hacı-Bayram-Moschee und ihre Umgebung (Das Hacıbayram-Viertel)                                         | Hacı-Bayram-Moschee und ihre Umgebung (Das Hacıbayram-Viertel)                                         | 2016  | K   | 6124 | Hacı-Bayram-Moschee und ihre Umgebung (Das Hacıbayram-Viertel) |
| Kızılırmak-Delta-Feuchtgebiet und Vogelschutzgebiet                                                    | Kızılırmak-Delta-Feuchtgebiet und Vogelschutzgebiet                                                    | 2016  | N   | 6125 | Kızılırmak-Delta-Feuchtgebiet und Vogelschutzgebiet |
| Archäologische Stätte von Assos                                                                        | Archäologische Stätte von Assos                                                                        | 2017  | K   | 6242 | Assos ist eine antike Stadt an der Mittelmeerküste. |
| Industrielandschaft von Ayvalık                                                                        | Industrielandschaft von Ayvalık                                                                        | 2017  | K   | 6243 | |
| Kulturlandschaft von İvriz                                                                             | Kulturlandschaft von İvriz                                                                             | 2017  | K   | 6244 | |
| Frühe Periode des Anatolischen Türkischen Erbes: Niksar, die Hauptstadt der Dynastie der Danischmenden | Frühe Periode des Anatolischen Türkischen Erbes: Niksar, die Hauptstadt der Dynastie der Danischmenden | 2018  | K   | 6344 | |
| | Unterirdische Wasserbauwerke in Gaziantep: Livas' und Kastels                                          | 2018  | K   | 6345 | Livas (unterirdische Wassertunnel) und Kastels (vollständig oder teilweise unterirdische Bauwerke), an denen das durch die Livas' angelieferte Wasser der öffentlichen Verwendung zugänglich gemacht wird, in der südostanatolischen Stadt Gaziantep |
| Justiniansbrücke                                                                                       | Justiniansbrücke                                                                                       | 2018  | K   | 6347 | |
| Archäologische Stätte von Priene                                                                       | Archäologische Stätte von Priene                                                                       | 2018  | K   | 6348 | War bereits 1984–1996 auf der Tentativliste vertreten. |
| Historische Stadt Harput                                                                               | Historische Stadt Harput                                                                               | 2018  | K   | 6349 | |
| | Basilica Therma (Sarıkaya Roma Hamamı)                                                                 | 2018  | K   | 6350 | |
| Naturpark der Ballıca Höhle                                                                            | Naturpark der Ballıca Höhle                                                                            | 2019  | K   | 6403 | |
| Historische Stadt Beypazarı                                                                            | Historische Stadt Beypazarı                                                                            | 2020  | K   | 6469 | |
| Archäologische Stätte von Karatepe-Aslantaş                                                            | Archäologische Stätte von Karatepe-Aslantaş                                                            | 2020  | K   | 6470 | Stand bereits 1984–1996 auf der Tentativliste |
| | Koramaz Flusstal                                                                                       | 2020  | K   | 6473 | |
| Historische Hafenstadt von Izmir                                                                       | Historische Hafenstadt von Izmir                                                                       | 2020  | K   | 6471 | |
| Handelsposten und Festungen an Genueser Handelsstraßen vom Mittelmeer zum Schwarzen Meer               | Handelsposten und Festungen an Genueser Handelsstraßen vom Mittelmeer zum Schwarzen Meer               | 2020  | K   | 6468 | Stand bereits seit 2013 auf der Tentativliste. Die geplante transnationale Nominierung von Genueser Kolonien im ehemaligen genuesischen Hoheitsgebiet zwischen Mittelmeer und Schwarzem Meer umfasst in der Türkei die sechs Festungen Akçakoca, Amasra, Çandarlı, Foça, Sinop und Yoros sowie den Galataturm in Istanbul. Weitere Vorschläge wurden von der Ukraine eingereicht (Ref. 5575). |
| Burg und Mithräum von Zerzevan                                                                         | Burg und Mithräum von Zerzevan                                                                         | 2020  | K   | 6472 | Stätte ist für 2026 nominiert. |
| | Spätantike und mittelalterliche Kirchen und Klöster in Midyat und Umgebung                             | 2021  | K   | 6534 | Spätantike und mittelalterliche Kirchen und Klöster in Midyat und Umgebung |
| Historische Stadt Kemaliye                                                                             | Historische Stadt Kemaliye                                                                             | 2021  | K   | 6535 | Historische Stadt Kemaliye |
| Ankara: Planung und Errichtung einer modernen Hauptstadt der Republik                                  | Ankara: Planung und Errichtung einer modernen Hauptstadt der Republik                                  | 2025  | K   | 6823 | |

### Ehemalige Welterbekandidaten
Diese Stätten standen früher auf der Tentativliste, wurden jedoch wieder zurückgezogen oder von der UNESCO abgelehnt.
Stätten, die in anderen Einträgen auf der Tentativliste enthalten oder Bestandteile von Welterbestätten sind, werden hier nicht berücksichtigt.
| Bild                                              | Bezeichnung                                       | Jahr      | Typ | Ref. | Beschreibung |
| ------------------------------------------------- | ------------------------------------------------- | --------- | --- | ---- | --- |
| Antakya                                           | Antakya                                           | 1984–1985 | K   |      | Die heutige Stadt Antakya liegt an der Stelle der antiken Metropole Antiochia am Orontes, die in römischer Zeit neben dem ägyptischen Alexandria und (später) Konstantinopel eine der größten und bedeutendsten Städte im östlichen Mittelmeerraum war. 2011 wurde die dortige St.-Petrus-Grotte in das Welterbe aufgenommen. |
| (weitere Bilder)                                  | Apollon-Tempel von Didyma (Lage)                  | 1984–1996 | K   |      | hellenistische Tempelanlage, bedeutende Orakelstätte des Gottes Apollon |
| (weitere Bilder)                                  | Küsten-Nationalpark Beydağları (Lage)             | 1984–1996 | K/N |      | auch Nationalpark Olympos-Beydağları genannt |
| BW                                                | Waldrapp-Schutzgebiet in Birecik (Lage)           | 1984–1996 | N   |      | Schutzgebiet mit einer freien Population der Ibisart Waldrapp an einem Steilfelsen mitten in der Stadt Birecik |
| Cilo-Sat-Berge                                    | Cilo-Sat-Berge (Lage)                             | 1984–1996 | N   |      | Bergkette genannt mit dem Uludoruk und dem Cilo Dağı, dem zweit- und dritthöchsten Berg der Türkei |
| (weitere Bilder)                                  | Nemrut-Dağı-Krater (Lage)                         | 1984–1996 | N   |      | |
| Dilek-Yarimadasi-Nationalpark                     | Dilek-Yarimadasi-Nationalpark                     | 1984–1996 | N   |      | |
|                                                   | Naturschutzgebiet Eğirdir                         | 1984–1996 | N   |      | Schutzgebiet für Kasnakeiche (Quercus vulcanica)- |
|                                                   | Güven – Fisch- und Insektenfossilien              | 1984–1996 | N   |      | |
| Halikarnassos                                     | Halikarnassos                                     | 1984–1996 | K   |      | |
| Bosporus in Istanbul                              | Bosporus in Istanbul                              | 1984–1996 | K   |      | „Historische Stätten von Istanbul“ wurde 1985 in die Welterbeliste aufgenommen. |
| Kula – eine typische osmanische Stadt nahe Manisa | Kula – eine typische osmanische Stadt nahe Manisa | 1984–1996 | K   |      | |
| Kuşcenneti-Nationalpark                           | Kuşcenneti-Nationalpark                           | 1984–1996 | N   |      | |
| Köprülü-Kanyon-Nationalpark                       | Köprülü-Kanyon-Nationalpark                       | 1984–1996 | K/N |      | |
| Naturschutzgebiet Köyceğiz                        | Naturschutzgebiet Köyceğiz                        | 1984–1996 | N   |      | Schutzgebiet für den Orientalischen Amberbaum (Liquidambar orientalis) |
| Marmaris – Gökova                                 | Marmaris – Gökova                                 | 1984–1996 | K   |      | umfasste die Küstenstadt Marmaris und die ca. 20 km nördlich von dieser gelegene Gemeinde Gökova |
| Grube, Maar und Travertin-Konoide in Konya        | Grube, Maar und Travertin-Konoide in Konya        | 1984–1996 | N   |      | |
|                                                   | Salihli – fossile menschliche Fußstapfen          | 1984–1996 | K   |      | |
| Sultansazlığı-Nationalpark                        | Sultansazlığı-Nationalpark                        | 1984–1996 | N   |      | |
| Altstadt von Van und der Vansee                   | Altstadt von Van und der Vansee                   | 1984–1996 | K   |      | umfasst das historische Zentrum der ostanatolischen Stadt Van und den angrenzenden Vansee |
| Yedigöller-Nationalpark                           | Yedigöller-Nationalpark                           | 1984–1996 | N   |      | |